# Jackie Brown
Pour les articles homonymes, voir Jackie Brown (homonymie).
Pour plus de détails, voir Fiche technique et Distribution.
Jackie Brown est un film américain écrit et réalisé par Quentin Tarantino et sorti en 1997. C'est la première fois que le réalisateur adapte un roman à l'écran, en l'occurrence Punch créole (Rum Punch) d'Elmore Leonard (1992). Le film rend hommage aux films de la blaxploitation des années 1970, plus particulièrement à Coffy, la panthère noire de Harlem (1973) et Foxy Brown (1974), qui ont pour interprète principale la même actrice que dans Jackie Brown, à savoir Pam Grier.
Par ailleurs, les rôles secondaires sont interprétés par Robert Forster, Robert De Niro, Samuel L. Jackson, Bridget Fonda et Michael Keaton. C'est le troisième film de Quentin Tarantino, après les succès de Reservoir Dogs (1992) et Pulp Fiction (1994).
Pam Grier et Robert Forster étaient, au moment de la sortie du film, des acteurs vétérans un peu passés de mode, qui n'avaient plus tenu de rôles principaux depuis de nombreuses années. Le succès de Jackie Brown a considérablement revitalisé leur carrière. En 1998, Robert Forster est nommé à l'Oscar du meilleur acteur dans un second rôle, alors que Samuel L. Jackson et Pam Grier le sont aux Golden Globes.

## Synopsis
En 1995, Jacqueline « Jackie » Brown (Pam Grier) est hôtesse de l'air dans une modeste compagnie mexicaine, Cabo Air. Pour arrondir ses fins de mois, elle sert de passeuse du Mexique aux États-Unis pour un trafiquant d'armes de Los Angeles, Ordell Robbie (Samuel L. Jackson). Elle emporte dans ses bagages de l'argent liquide pour le compte de ce truand.
Ordell apprend qu'un autre de ses passeurs, Beaumont Livingston (Chris Tucker), est arrêté. Pensant que Livingston va fournir des informations à la police pour éviter la prison, Ordell s'arrange pour le faire libérer sous caution par le chargé de caution Max Cherry (Robert Forster), puis il met Livingston dans une voiture et l'assassine.
Beaumont ayant livré des informations à la police, un « comité d'accueil » intercepte Jackie à l'aéroport de Los Angeles : un agent de l'ATF, Ray Nicolette (Michael Keaton), accompagné d'un policier du LAPD, Mark Dargus (Michael Bowen). Jackie revient du Mexique avec de l'argent liquide qui appartient à Ordell et 50 grammes de cocaïne dont elle ignorait la présence dans ses bagages. Ils espèrent obtenir son aide pour piéger le trafiquant. Jackie refuse de coopérer et elle est envoyée en prison pour possession de stupéfiants. Ordell, estimant que Jackie peut devenir une menace pour lui en devenant une informatrice de la police, s'arrange pour la faire libérer sous caution, avec l'intention de l'éliminer.
Max libère Jackie de prison et tombe sous son charme ; il lui offre un verre et examine avec elle son affaire et ses différentes implications juridiques. Plus tard, Ordell arrive au domicile de Jackie ; elle sort par surprise un pistolet dérobé dans la boite à gants de la voiture de Max qu'elle pointe sur Ordell. Jackie négocie un arrangement : elle feindra d'aider les autorités tout en passant les 500 000 dollars d'Ordell, assez pour permettre à ce dernier de se retirer des affaires.
Pour son plan, Ordell compte sur la participation de Melanie Ralston (Bridget Fonda), une jeune surfeuse qui a pour seule ambition de passer son temps à fumer de la marijuana et de regarder la télévision, et Louis Gara (Robert De Niro), un ami et ancien codétenu. Il a aussi l'intention d'utiliser une campagnarde naïve du sud, Sheronda (Lisa Gay Hamilton). Ignorant que Jackie et Ordell ont prévu de transférer 550 000 $, Nicolette et Dargus ont l'intention d'attraper Ordell lors d'un transfert de 50 000 $. Mais Jackie a prévu de berner tout le monde et de garder les 500 000 $ pour elle. Elle recrute Max et lui propose une partie du butin.
Après un coup d'essai, le déroulement de la scène se passe au Del Amo Fashion Center : Jackie entre dans une cabine d'essayage pour essayer une nouvelle tenue. Elle a dit à Ordell qu'elle passerait à Mélanie le sac supposé contenir les 550 000 $, sous le nez de Nicolette, qui croit que le transfert a lieu à la terrasse d'un restaurant. En fait, le sac ne contient que 50 000 $ et le reste est laissé dans la cabine d'essayage pour que Max le récupère. Jackie feint d'être désemparée, appelle Nicolette et Dargus, qui sortent de leur cachette, et leur affirme que Mélanie s'est enfuie avec l'argent.
Sur le parking, Mélanie se moque de Louis : celui-ci perd son sang-froid et l'abat. Ordell est furieux quand il découvre que seuls 50 000 $ sur les 550 000 $ sont là et que Jackie les a doublés. Quand Louis mentionne le fait que Max Cherry était présent sur les lieux alors qu'il n'avait rien à y faire, Ordell le tue et prend le sac. Ordell va trouver Max, qui l'informe que Jackie a peur pour sa vie et l'attend dans son bureau pour lui rendre son argent. Ordell menaçant entre dans le bureau de Max plongé dans la pénombre. Soudainement, Jackie hurle qu'Ordell a une arme et il est abattu par Nicolette, caché dans une autre pièce.
Après avoir vu les accusations portées contre elle s'évaporer et étant en possession de l'argent, Jackie décide de quitter le pays et de partir pour Madrid, en Espagne. Elle invite Max à venir avec elle, mais il refuse, préférant sa vie sous contrôle plutôt qu'une vie incertaine avec Jackie. Max n'accepte de prendre de Jackie que sa commission de chargé de caution de 10 %, puis il est appelé au téléphone pour une nouvelle demande. Jackie embrasse Max et s'en va rapidement. L'image de Max devient de plus en plus floue.

## Fiche technique
Sauf indication contraire, les informations mentionnées dans cette section peuvent être confirmées par la base de données cinématographiques IMDb,  présente dans la section « Liens externes ».
- Titre : Jackie Brown
- Réalisation : Quentin Tarantino
- Scénario : Quentin Tarantino, d'après le roman Punch créole d'Elmore Leonard
- Directeur de la photographie : Guillermo Navarro
- Montage : Sally Menke
- Décors : David Wasco
- Costumes : Mary Claire Hannan
- Production : Lawrence Bender et Quentin Tarantino 
  - Coproduction : Paul Hellerman
  - Production exécutive : Richard N. Gladstein, Elmore Leonard, Bob Weinstein et Harvey Weinstein
- Sociétés de production : A Band Apart et Miramax Films, avec la participation de Lawrence Bender Productions et Mighty Mighty Afrodite Productions
- Sociétés de distribution : Miramax Films (États-Unis), BAC Films (France)
- Budget : 12 000 000 $[1]
- Pays de production :  États-Unis
- Langue originale : anglais
- Format : Couleurs — 1,85:1 — Dolby Digital — 35 mm
- Genres : drame, thriller
- Durée : 154 minutes, 158 minutes (version director's cut[réf. nécessaire])
- Dates de sortie : 
  - États-Unis : 25 décembre 1997
  - France, Belgique : 1er avril 1998
- Classification[2] :
  - États-Unis : R - Restricted
  - France : tous publics avec avertissement, art et essai[3]

## Distribution
- Pam Grier (VF : Maïk Darah ; VQ : Anne Caron) : Jacqueline « Jackie » Brown
- Samuel L. Jackson (VF : Thierry Desroses ; VQ : Éric Gaudry) : Ordell Robbie
- Robert Forster (VF : Alain Dorval ; VQ : Jean-Marie Moncelet) : Max Cherry
- Bridget Fonda (VF : Anneliese Fromont ; VQ : Marie-Andrée Corneille) : Melanie Ralston
- Michael Keaton (VF : Jérôme Keen ; VQ : Daniel Picard) : Ray Nicolette
- Robert De Niro[4] (VF : Sylvain Joubert ; VQ : Hubert Gagnon) : Louis Gara
- Michael Bowen (VF : Joël Martineau ; VQ : Benoît Rousseau) : Mark Dargus
- Chris Tucker (VF : Günther Germain ; VQ : Gilbert Lachance) : Beaumont Livingston
- Lisa Gay Hamilton : Sheronda
- Sid Haig (VF : Saïd Amadis ; VQ : Yves Massicotte) : le juge
- Hattie Winston (VF : Michèle Bardollet) : Simone
- Tom Lister, Jr. (VF : Jacques Martial ; VQ : Pierre Chagnon) : Winston
- Quentin Tarantino : la voix du répondeur téléphonique de Jackie (en VO) (non crédité au générique)[5]
- Denise Crosby : avocat commis d'office (non-crédité)
- Helmut Berger : Nanni Vitali (non-crédité, images d'archive)
- Marisa Mell : Giuliana Caroli (non-crédité, images d'archive)
- Council Cargle : Drew Sheppard (non-crédité, images d'archive)
- Tony Curtis (VF : Bernard Alane) : lui-même (non-crédité, images d'archive)[6]

Sources et légende : version française (VF) sur AlloDoublage et version québécoise (VQ) sur Doublage Québéc

## Production

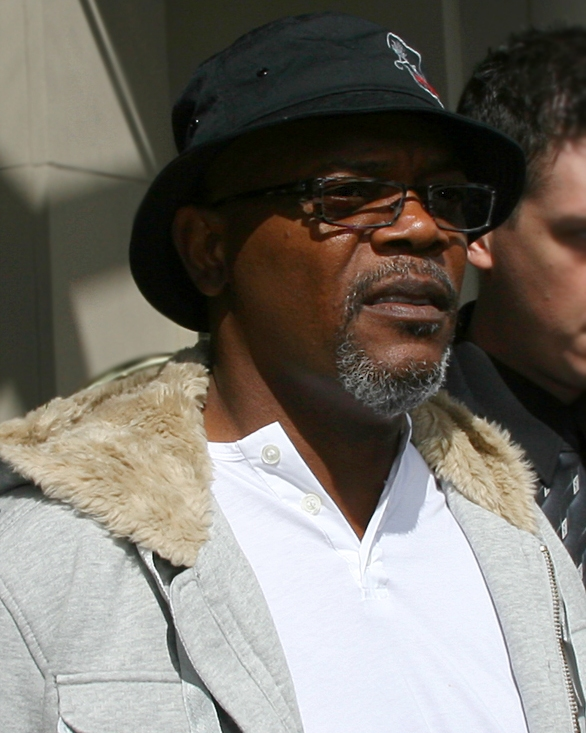
L'acteur Samuel L. Jackson retrouve pour la deuxième fois le cinéaste Quentin Tarantino.

### Développement
Après Reservoir Dogs et Pulp Fiction, Quentin Tarantino et Roger Avary acquièrent les droits de plusieurs romans d'Elmore Leonard : Les Fantômes de Détroit (Freaky Deaky), D'un coup, d'un seul (Killshot) et Punch créole (Rum Punch). Quentin Tarantino envisage alors de réaliser les adaptations des deux premiers et de confier la 3e à un autre réalisateur. Finalement, il change d'avis et souhaite se concentrer sur Punch créole. Le réalisateur-scénariste prend quelques « libertés » par rapport au roman original. Dans celui-ci, l'héroïne s'appelle Jackie Burke et est une femme blanche aux cheveux châtains et courts. Il change par ailleurs le nom de certains personnages, supprime certains passages, etc. D'abord hésitant, il présente son script à Elmore Leonard. Ce dernier le trouve génial et raconte que c'est sûrement la meilleure adaptation d'une de ses œuvres.

### Attribution des rôles
Avant de jouer dans Jackie Brown, Pam Grier avait passé une audition pour Pulp Fiction pour le personnage de Jody, finalement incarné par Rosanna Arquette,. Quant à Robert Forster, il avait passé l'audition de Reservoir Dogs pour le rôle de Joe Cabot, finalement attribué à Lawrence Tierney.
Pour le rôle de Max Cherry, plusieurs acteurs comme Paul Newman, Gene Hackman ou encore John Saxon étaient sollicités. Mais c'est finalement Robert Forster qui endossa le rôle,.
Sylvester Stallone a été contacté pour interpréter le personnage de Louis Gara. Mais il refuse et le rôle est finalement attribué à Robert De Niro.
Le personnage de l'agent des ATF, Ray Nicolette, est incarné par Michael Keaton. L'acteur reprendra le rôle dans une autre adaptation d'un roman d'Elmore Leonard, Hors d'atteinte de Steven Soderbergh, sortie l'année suivante. Michael Keaton reprend ainsi deux fois le même rôle dans deux films différents et ce malgré le fait que les deux films soient produits par deux studios différents. Ce personnage devait à l'origine être incarné par John Travolta ainsi que Hugh Dillon.
Quentin Tarantino a avoué qu'il avait eu beaucoup de mal à « céder » le rôle d'Ordell Robbie à Samuel L. Jackson, un rôle très personnel qu'il avait pensé incarner lui-même :

« Ordell, c'était moi ! ça a été si facile d'écrire le rôle. J'ai été dans la peau d'Ordell tout le temps qu'a duré l'écriture. C'était dur de me défaire du personnage, de laisser Samuel jouer le rôle et de ne pas l'emmerder avec ça. Il a été Ordell pendant dix semaines, moi pendant un an. Ordell, c'est tous les mentors de mon adolescence. Ce que j'aurais pu devenir. »

— Quentin Tarantino, Première (janvier 1998)
Dans une des scènes coupées au montage, on retrouve Laura Lovelace en serveuse dans un café. Elle jouait déjà un rôle similaire au début de Pulp Fiction, où elle servait du café aux personnages interprétés par Amanda Plummer et Tim Roth. Par ailleurs, l'actrice Mira Sorvino — à l'époque en couple avec Quentin Tarantino — apparait très brièvement derrière Jackie Brown au tribunal,.

### Tournage
Le tournage a eu lieu de mai à août 1997, entièrement en Californie (Carson, Compton, le Del Amo Fashion Center de Torrance, Hawthorne, Los Angeles et notamment son aéroport international, etc.). Samuel L. Jackson a tourné en alternance dans Sphère de Barry Levinson.
Pendant le tournage, Quentin Tarantino avoue avoir visionné plusieurs films avec son directeur de la photographie Guillermo Navarro qui leur ont servi d'influences : L'Impasse (Brian De Palma, 1993), Requiem pour des gangsters (Robert Culp, 1972) ou encore Et tout le monde riait (Peter Bogdanovich, 1981).

## Bande originale
Bandes originales par Quentin Tarantino
Une nuit en enfer
(1997) Kill Bill vol. 1
(2003)
Liste des pistes
1. Across 110th Street de Bobby Womack – 3:48
2. Beaumont's Lament (dialogue) – 0:50
3. Strawberry Letter #23 des Brothers Johnson – 4:58
4. Melanie, Simone and Sheronda (dialogue) – 0:32
5. Who Is He (And What Is He to You)? de Bill Withers – 3:12
6. Tennessee Stud de Johnny Cash – 2:54
7. Natural High de Bloodstone – 4:54
8. Long Time Woman de Pam Grier – 2:52
9. Detroit 9000 (dialogue) – 0:07
10. (Holy Matrimony) Letter to the Firm de Foxy Brown – 3:26
11. Street Life de Randy Crawford – 4:18
12. Didn't I (Blow Your Mind This Time) des Delfonics – 3:21
13. Midnight Confessions de the Grass Roots – 2:43
14. Inside My Love de Minnie Riperton – 3:56
15. Just Ask Melanie (dialogue) – 0:43
16. The Lions and the Cucumber de The Vampire Sound Incorporation – 5:07
17. Monte Carlo Nights d'Elliot Easton's Tiki Gods – 3:25

Autres chansons présentes dans le film
Certaines chansons utilisées dans le film n'ont pas été incluses sur la bande son du film. Cela s'était déjà produit pour Pulp Fiction mais une version Deluxe Collector avait été éditée avec des titres supplémentaires. Si une édition semblable pour Jackie Brown n'a pas été annoncée, ces morceaux sont quand même listées dans le générique du film.
- Baby Love des Supremes
- Exotic Dance de Roy Ayers
- My Touch of Madness de Jermaine Jackson
- La-La (Means I Love You) des Delfonics
- Cissy Strut des Meters
- Aragon de Roy Ayers
- She Puts Me in the Mood d'Elvin Bishop
- Undun des The Guess Who
- Escape de Roy Ayers
- Vittrone's Theme - King is Dead de Roy Ayers
- Grazing in the Grass d'Orchestra Harlow
- Mad Dog (Feroce) d'Umberto Smailia
- Jizz Da Pitt de Slash's Snakepit
- Chicks Who Love Guns de Joseph Julian Gonzalez

## Sortie et accueil

### Critique
Jackie Brown reçoit un bon accueil critique, recueillant notamment 88 % de critiques positives, avec une note moyenne de 7,3/10 et sur la base de 97 critiques collectées, sur le site Internet Rotten Tomatoes. Il obtient un score de 62/100, sur la base de 23 critiques, sur Metacritic. En 2008, le magazine Empire l'a classé à la 215e place dans sa liste des 500 meilleurs films de tous les temps.
Les Cahiers du cinéma le classe au 10e rang de leur liste des meilleurs films de 1998.

### Box-office
Le film a rapporté 84 473 162 $ au box-office mondial, dont 39 673 162 $ aux États-Unis,. Il a attiré dans les salles de cinéma 1 335 402 spectateurs en France, 264 800 en Belgique et 147 306 en Suisse. Si le long-métrage est un succès commercial en comparaison de son budget, pour une rentabilité de 704 %, les recettes américaines et mondiales sont inférieures à Pulp Fiction, précédent film du réalisateur qui avait récolté 213 928 762 $ de recettes mondiales.

## Distinctions
(en) Récompenses pour Jackie Brown sur l’Internet Movie Database

### Récompenses
- San Diego Film Critics Society Awards 1997 : prix spécial pour Samuel L. Jackson (également récompensé pour 187 code meurtre et Le Secret du bayou)
- Berlinale 1998 : Ours d'argent du meilleur acteur pour Samuel L. Jackson
- Kansas City Film Critics Circle Awards 1998 : meilleur second rôle masculin pour Robert Forster
- Csapnivaló Awards 2000 : meilleure actrice pour Pam Grier et meilleur scénario pour Quentin Tarantino

### Nominations
- Oscars 1998 : meilleur acteur dans un second rôle pour Robert Forster
- Golden Globes 1998 : meilleur acteur dans un film musical ou une comédie pour Samuel L. Jackson et meilleure actrice dans un film musical ou une comédie pour Pam Grier
- Saturn Awards 1998 : meilleure actrice pour Pam Grier et meilleur second rôle masculin pour Robert Forster
- Satellite Awards 1998 : meilleure actrice dans un film musical ou une comédie pour Pam Grier
- MTV Movie Awards 1998 : meilleur acteur pour Samuel L. Jackson
- Union de la critique de cinéma 1999 : Grand Prix

## Commentaires

### Analyse et clins d'oeil
- Dans la première scène de Robert Foster, on voit son personnage, Max, sortir de la projection d'un film où l'on entend la fin du générique. Cette musique est reprise à la fin du générique de Jackie Brown[28].
- Le personnage de Melanie Ralston, incarné par Bridget Fonda, est basé sur l'actrice Candice Rialson (en), apparue dans de nombreux films trashs avec des personnages en bikini dans les années 1970[28]. Par ailleurs, dans une scène, Melanie regarde le film Larry le dingue, Mary la garce (1974) avec Peter Fonda, père de Bridget Fonda[29].
- La chargée de casting du film se nomme Jaki Brown[30].
- Sur l'interphone de l'immeuble de Melanie, on peut voir le nom « S. Haig » juste au-dessus de celui de Melanie. C'est une référence à l'acteur Sid Haig, célèbre pour ses films de Blaxploitation dont s'inspire Jackie Brown. Il tient également le rôle du juge[31].
- C'est la 3e et dernière fois que Sylvain Joubert double Robert De Niro et l'avant-dernier doublage de sa carrière, il mourra 3 ans après la sortie du film, d'un cancer, à l'âge de 55 ans.
- La scène où Jackie Brown est dans le magasin du centre commercial pour acheter son costume, est filmée avec trois points de vue différents ; celui de Jackie Brown (Pam Grier), celui de Melanie Ralston et Louis Gara (Bridget Fonda et Robert De Niro), et enfin celui de Max Cherry (Robert Forster). La séquence est comparée à un effet Rashōmon[32],[33], en référence au film japonais Rashōmon (1950) d'Akira Kurosawa.

### Références à d'autres œuvres

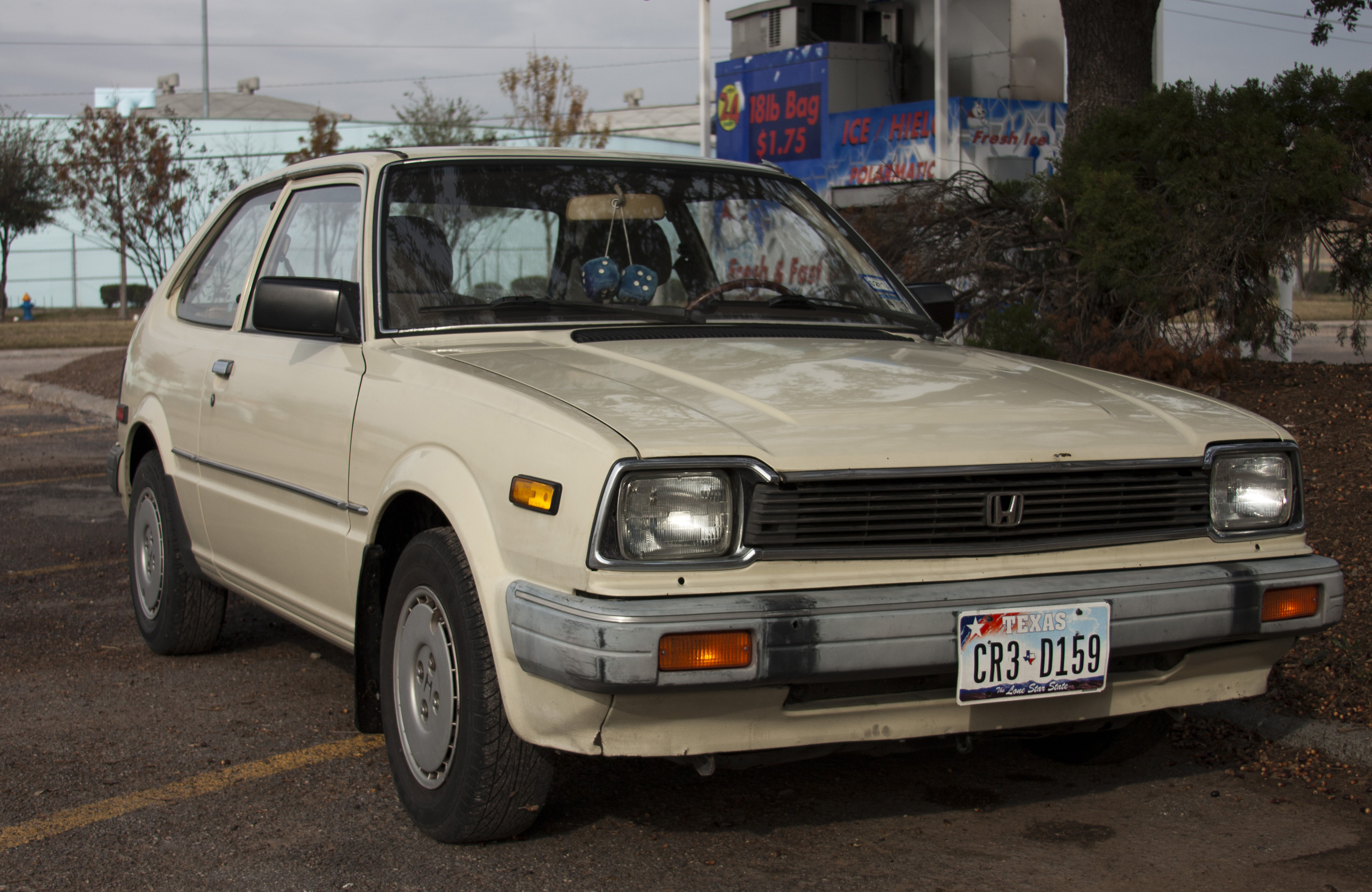
Une Honda Civic proche de celle du film